# Le Réveil du Nord
Le Réveil du Nord, fondé en 1889 et disparu en 1944, est un journal quotidien français publié à Lille.

## Histoire

### Les années Delesalle (1889-1914)

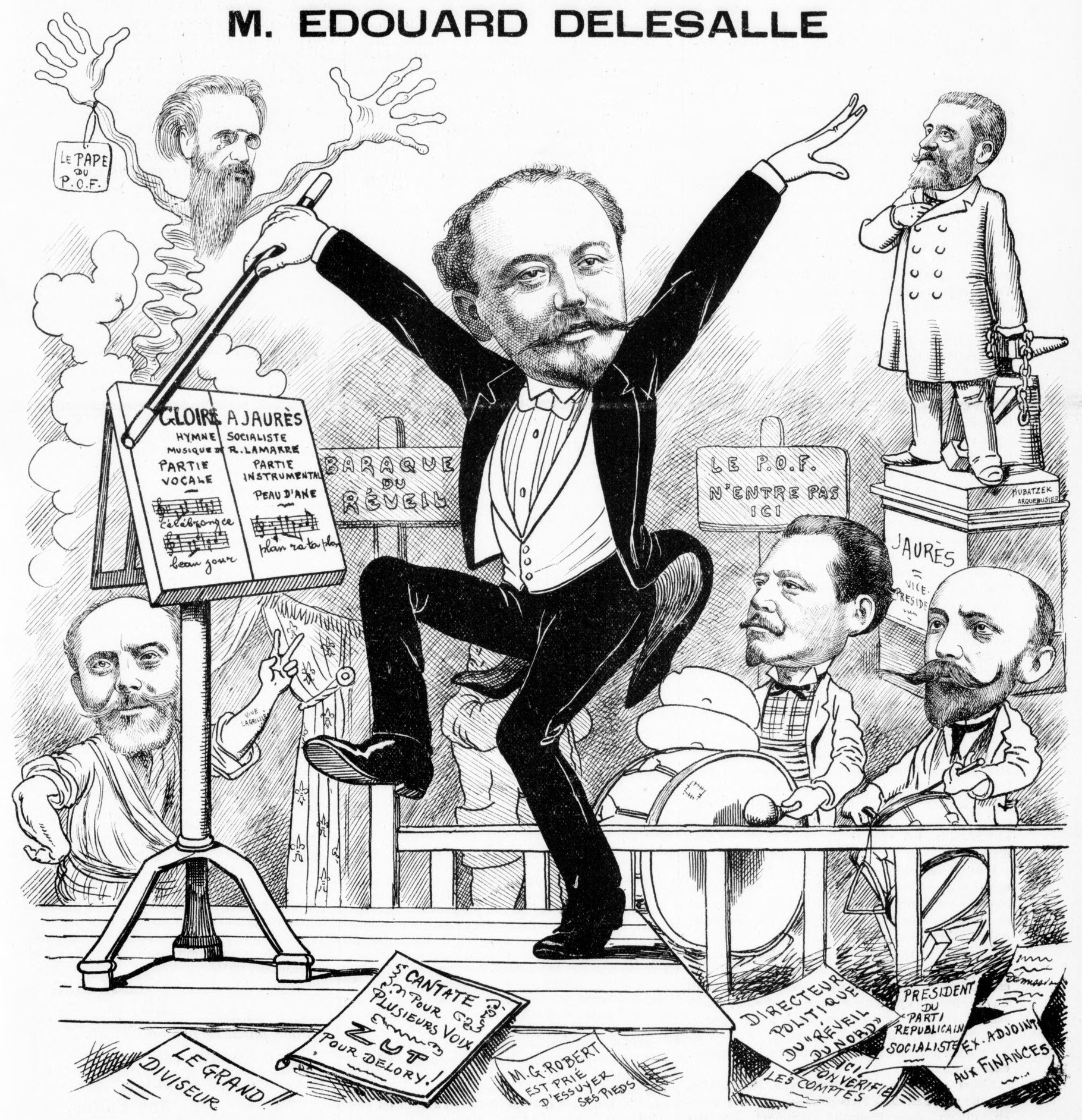
Caricature d’Édouard Delesalle, fondateur et premier directeur du Réveil du Nord, entouré, dans le sens antihoraire, par son rédacteur en chef Gustave Siauve-Evausy et son collaborateur André Pioteix, et par les leaders socialistes Jean Jaurès, Jules Guesde et Émile Basly (La Vie flamande illustrée, 31 janvier 1903).

Menés par le négociant en papiers peints Édouard Delesalle (1857-1917), des actionnaires mécontents du Progrès du Nord, un journal républicain lillois, décident de fonder un nouveau quotidien. Lancé le 4 novembre 1889, Le Réveil du Nord a pour premier rédacteur en chef Guillaume Cazes, dit A.-G. Claude, ancien rédacteur en chef du Progrès du Nord. Sous l'influence de ses fondateurs, francs-maçons et radicaux, la ligne éditoriale de ce nouveau journal est alors nettement radicale.
En 1890, le tirage du Réveil est de 6 000 exemplaires.
Au cours des années suivantes, le journal évolue vers le socialisme. En 1891, il soutient ainsi la candidature de Paul Lafargue lors d'une élection législative partielle. En 1892, il est subventionné par le syndicat des mineurs. À partir de 1894, il se fait l'écho du Parti ouvrier français (POF) de Jules Guesde.
Entre 1895 et 1907, son rédacteur en chef est Gustave Siauve-Evausy. Dès cette époque, il a pour édition locale L'Égalité de Roubaix-Tourcoing. En mai 1896, après les élections municipales, l'imprimeur du journal, Gustave Delory, est élu maire de Lille. Son second adjoint est Delesalle.
D'abord partagé sur la position à tenir pendant l'affaire Dreyfus, le journal, déjà favorable à la révision du procès du capitaine Dreyfus, devient clairement dreyfusard dès le mois d'août 1898, ce qui l'éloigne quelque peu de Guesde et le rapproche de Jaurès. Delesalle est également favorable à la participation ministérielle, c'est-à-dire à l'appartenance du socialiste Millerand au gouvernement Pierre Waldeck-Rousseau. En 1900, l'hebdomadaire guesdiste Le Travailleur, qui avait été absorbé quelques années plus tôt par le Réveil, reprend sa parution. L'année suivante, Delesalle et Siauve-Evausy sont définitivement exclus du POF et rejoignent les socialistes indépendants.

### D'une guerre mondiale à l'autre (1918-1944)
Le journal cesse de paraître pendant la Première Guerre mondiale. Ses locaux sont réquisitionnés par les troupes allemandes, qui dérobent également les rotatives afin de les employer à l'impression de la Gazette des Ardennes à Charleville. Ce n'est donc qu'en décembre 1918 que le journal peut reprendre sa publication, sous la direction d'Eugène Guillaume.
Les locaux du Réveil ont changé plusieurs fois d'adresse, passant du no 15 de la rue Léon-Gambetta, au no 28 de la rue de Fives puis au no 44 de la rue de Béthune avant l'acquisition, en 1909, d'un immeuble situé au no 186 bis de la rue de Paris. Détruit par un incendie le 15 mai 1927, il est reconstruit au cours des mois suivants.
En mai 1940, pendant l'offensive allemande, le journal suspend une nouvelle fois sa publication. Il reparaît cependant dès le 1er août suivant et adopte une ligne éditoriale collaborationniste. Son éditorialiste, Auguste Leclercq, rédige ainsi 172 articles pro-allemands. Cette attitude vaut au journal d'être supprimé à la Libération. Ses biens sont alors repris par le Nord Matin d'Augustin Laurent.

## Collaborateurs notables
- Guillaume Cazes, dit A.-G. Claude
- Gustave Desmons (d)
- Alexandre-Marie Desrousseaux, dit Bracke[11]
- Eugène Fournière[12]
- Eugène Guillaume (d)
- Gustave Siauve-Evausy
- Bernard Wellhoff (d)